# Mołodiatycze (gmina)
Mołodiatycze (od 1973 Trzeszczany) – dawna gmina wiejska istniejąca w latach 1867–1954 na Lubelszczyźnie. Siedzibą gminy były Mołodiatycze.
Gmina Mołodiatycze (pierwotnie gmina Mołodziatycze) powstała w 1867 roku w Królestwie Kongresowym a po jego podziale na powiaty i gminy z początkiem 1867 roku weszła w skład w powiatu hrubieszowskiego w guberni lubelskiej, jako jedna z 13 gmin wiejskich powiatu (w latach 1912–1915 jako część guberni chełmskiej). 
W 1919 roku gmina weszła w skład woj. lubelskiego. W 1924 roku w skład gminy wchodziły: Bereście wieś, kol.; Bohutycze wieś, kol.; Długie folwark; Dobromierzyce wieś, kol., folwark; Drogojewka wieś; Gdeszyn wieś, kol.; Józefin folwark; Korytyna wieś; Majdan Wielki wieś; Mołodiatycze wieś, folwark; Obłoczyn folwark; Ostrówek folwark; Peresołowice wieś, kol.; Trzeszczany wieś, folwark; Zaborce wieś, folwark. Do 1933 roku ustrój gminy Mołodiatycze kształtowało zmodyfikowane prawo zaborcze. Podczas okupacji gmina należała do dystryktu lubelskiego (w Generalnym Gubernatorstwie). 
Według stanu z dnia 1 lipca 1952 roku gmina Mołodiatycze składała się z 14 gromad. Jednostka została zniesiona 29 września 1954 roku wraz z reformą wprowadzającą gromady w miejsce gmin. Po reaktywowaniu gmin z dniem 1 stycznia 1973 roku gminy Mołodiatycze nie przywrócono a jej dawny obszar wszedł w skład nowej gminy Trzeszczany.